# تاكاشي كوباياشي
تاكاشي كوباياشي (باليابانية: 小林崇志 ) (و. 1987 – م) هو سائق سباق، من اليابان، ولد في هيروشيما.